# Coiffe céphalique
La coiffe céphalique est la partie de la poche des eaux qui recouvre la tête du fœtus au moment de l'accouchement. Un bébé né coiffé est un enfant venu au monde entouré d'une partie ou de la totalité de la poche de liquide amniotique. La coiffe est sans danger et aisément ôtée par le médecin ou la sage-femme.

## Superstitions associées
Selon l'Histoire Auguste, la coiffe était considérée comme un talisman que les sages-femmes romaines subtilisaient et revendaient aux avocats superstitieux à prix d'or pour leur permettre de gagner des procès. Plus tard, l'Église eut du mal à empêcher la bénédiction des coiffes par les curés de paroisse. À Londres, durant la Seconde Guerre mondiale, ce talisman se vendait encore aux mariniers.
Au Moyen Âge, la coiffe était considérée comme un signe de bonne fortune pour le bébé. Dans certaines cultures, on y voyait une protection contre la noyade ou contre la mort par balle, et la coiffe était souvent serrée dans du papier et conservée comme héritage pour l'enfant.
La superstition qu’être né coiffé porte chance est restée malgré les âges.

## Aspects médicaux
Avec l'avènement de l'obstétrique active moderne, il est devenu courant de pratiquer la rupture artificielle précoce des membranes et il est donc devenu rare pour les bébés occidentaux de naître coiffés. Ce geste toutefois ne devrait pas être pris à la légère. Selon l'OMS, la rupture spontanée des membranes devrait être préférée.